# Dorothy Allen
Dorothy Allen (Houston, Texas, 1896 – Nueva York, 30 de septiembre de 1970) fue una actriz estadounidense principalmente activa en la década de 1920.
Allen consiguió su primer papel en 1918 y actuó en varias películas Poverty Row a través de 1925. Entre sus grandes papeles más grandes fueron en las películas Over the Hill to the Poorhouse y como Miranda Means en 1924, en The Hossier Schoolmaster.

## Filmografía
- Three Green Eyes (1919)
- Over the Hill to the Poorhouse (1920)
- Beyond Price (1921)
- Dynamite Allen (1921)
- Power Within (1921)
- The Broken Silence (1922)
- Free Air (1922)
- If Winter Comes (1923)
- The Hoosier Schoolmaster (1924)
- Second Youth (1924)
- Youth for Sale (1924)
- School for Wives (1925)